# Canon ION
Canon ION ist die Marketingbezeichnung für Still-Video-Kameras der Canon RC-Modellreihe, die zwischen etwa 1984 und 1992 am Markt war. Es handelt sich dabei um die ersten kommerziell erhältlichen Vorläufer der heutigen Digitalkameras.

## Geschichte und Entwicklung
Canon verwendete die D413, einen Prototyp und eine Palette an neu entwickelten Still Video Geräten wie Sende- und Empfangseinheit, um an Bildübertragungsexperimente bei den Olympischen Spielen in Los Angeles 1984 teilzunehmen. Diese Erfahrungen führten später zur Entwicklung des RC-701 – Die erste, professionelle Still Video Kamera die den Markt im Juli 1986 erreichte.
Die ersten mit einer Still-Video-Kamera aufgenommenen Fotos wurden 1987 auf der Titelseite der Zeitung USA Today veröffentlicht; die Sportfotografien wurden mit einer Canon RC-701 von Tom Dillon fotografiert und mittels Datenfernübertragung zwölf Minuten nach der Aufnahme in die Zeitungsredaktion übertragen.
Mitte der 1990er Jahre wurde die RC-Modellreihe (RC für Realtime Camera) durch die Canon-PowerShot-Kameras abgelöst, die bis heute weitergeführt wird.

## Technik
Die kompakten Still-Video-Kameras verfügten typischerweise über ein 1⁄2-Zoll-CCD-Sensor mit einer Auflösung von 230.000 bis 600.000 Pixeln, Autofokus, Belichtungsautomatik mit Verschlusszeiten zwischen 1⁄500 und 1⁄30 Sekunde, ein Zoomobjektiv mit einem Brennweitenbereich von 8 bis 24 mm (entsprechend etwa 43 bis 103 mm bei Kleinbild), lieferten ein farbiges PAL-Videosignal.
Die Kameras wurden zusammen mit einem Digitizer (sog. Frame Grabber) für den PC ausgeliefert, da es damals noch keine standardisierten Grafikformate für digitale Bilder gab; die magnetisch gespeicherten Bilder mussten für die Bildverarbeitung also erst digitalisiert werden. Die Kameras kosteten damals von 600.000 Yen (etwa 7.500 DM, Modell RC-760 im Jahr 1987) bis 100.000 Yen (etwa 1250 DM, Modell RC-250 im Jahr 1989).

## Modelle

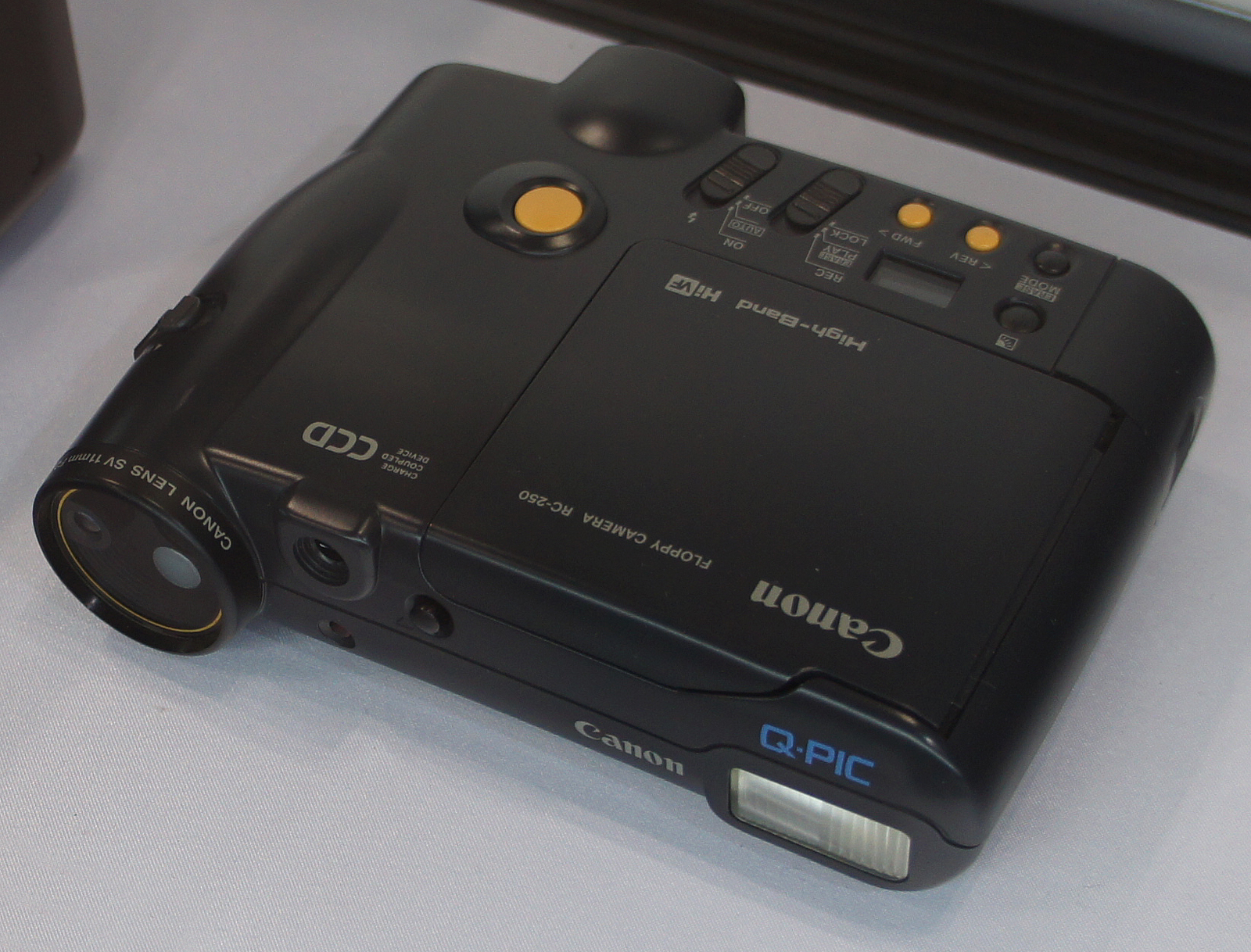
RC-250
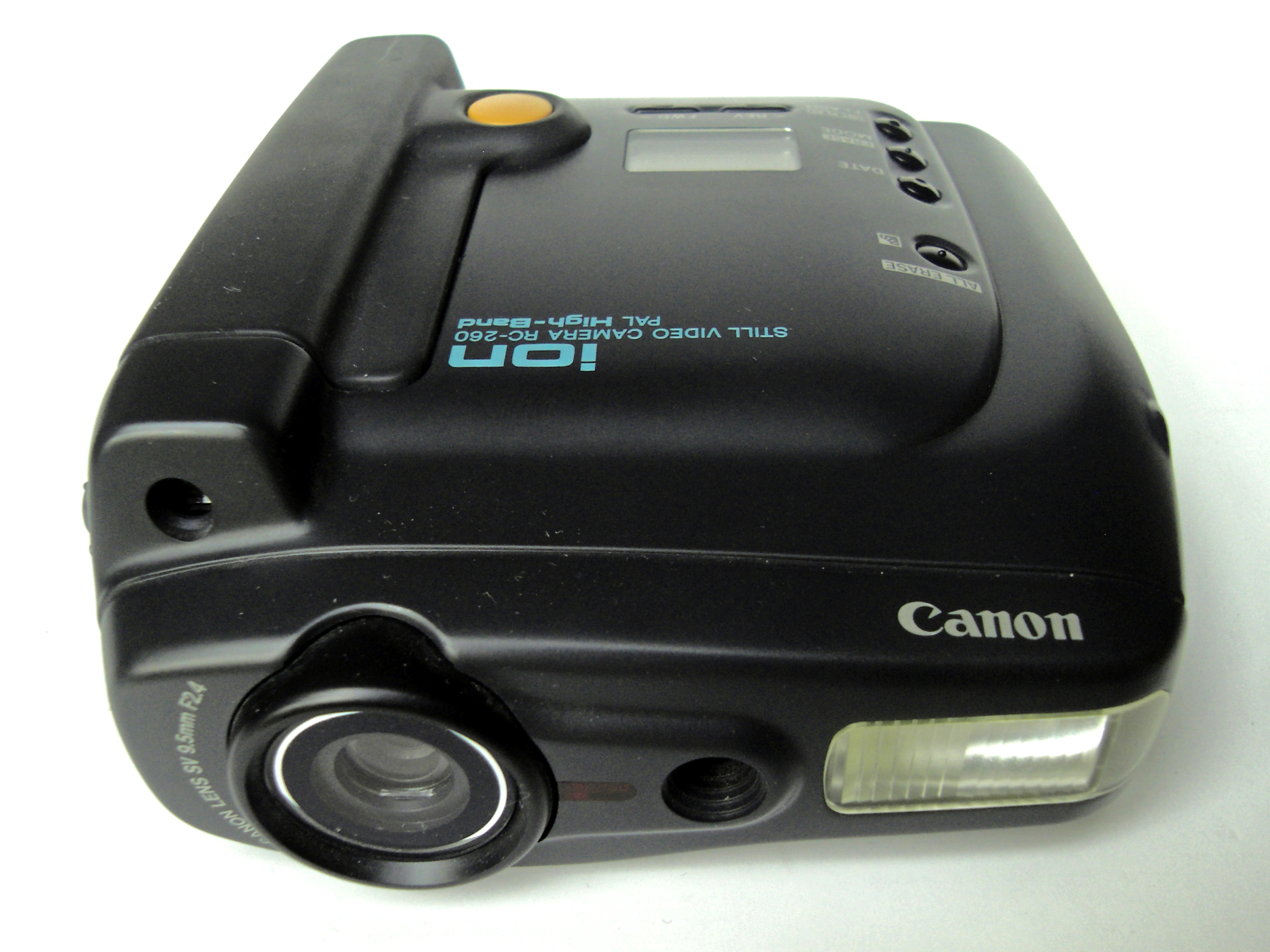
RC-260
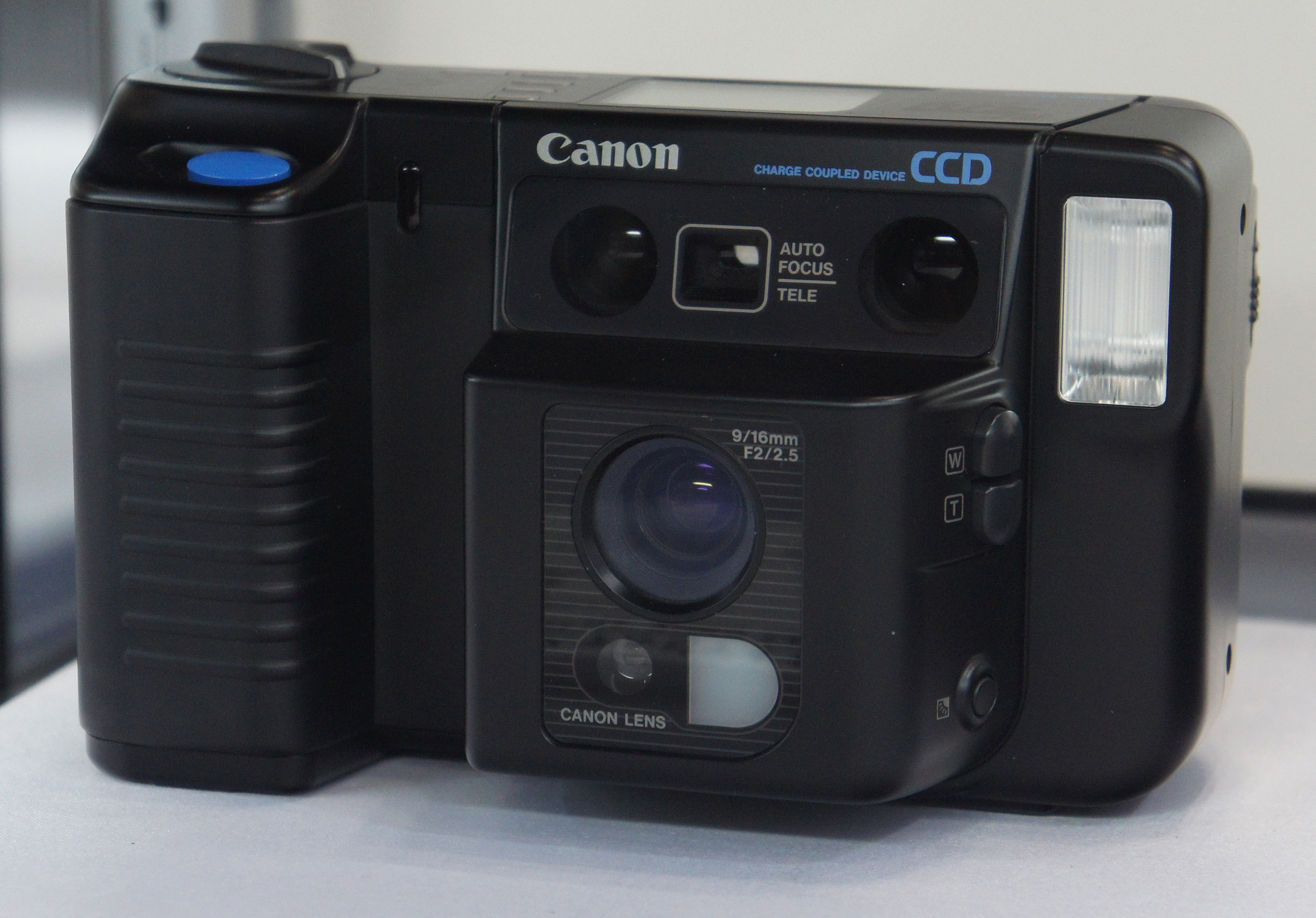
RC-470
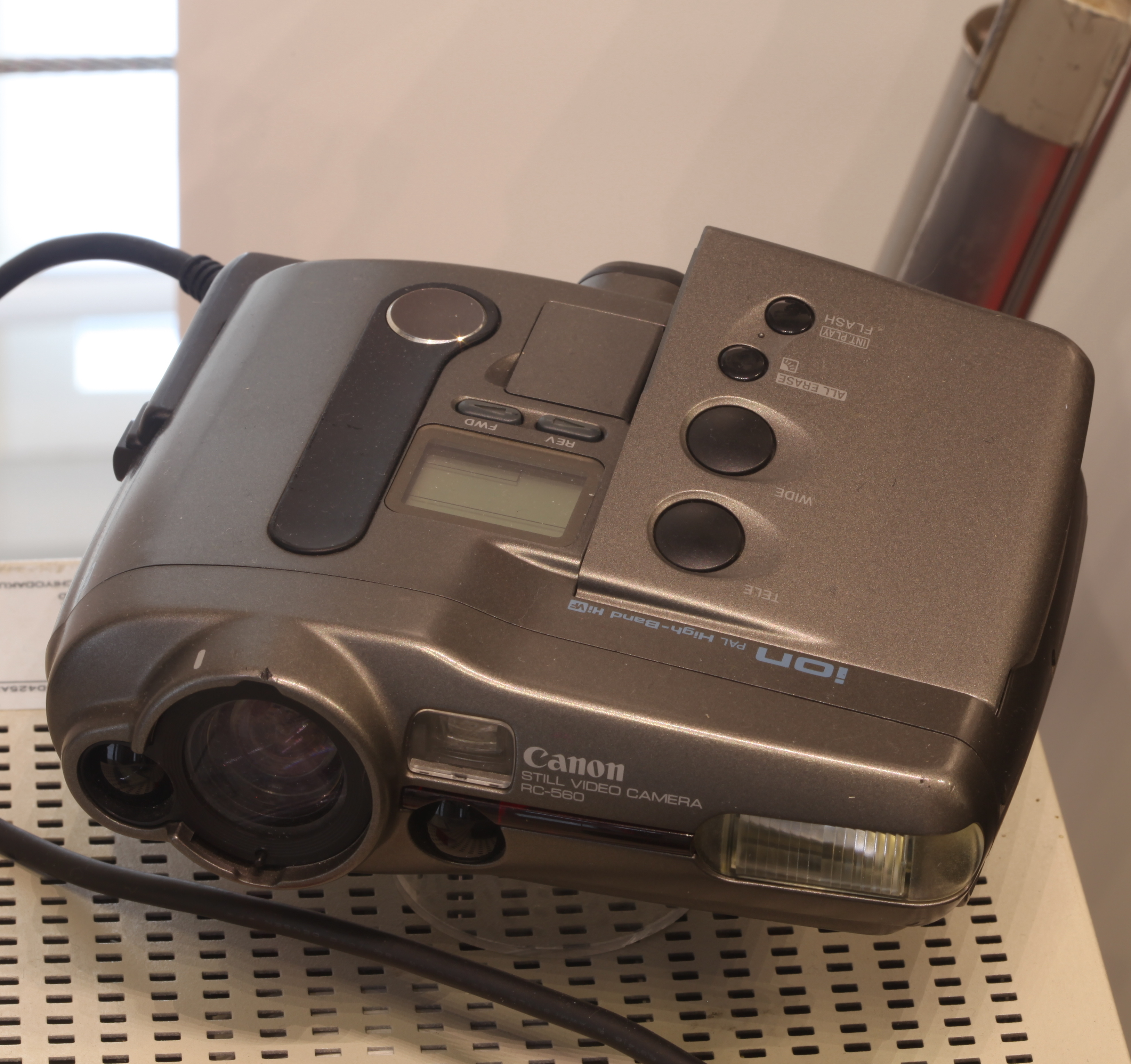
RC-560

Liste der Modelle
- 1986: RC-701
- 1988: RC-760
- 1988: RC-250, RC-251
- 1988: RC-470
- 1990: RC-260
- 1990: S10 von Bauer Baugleich RC 260 Serien nr.50/003981
- 1992: RC-360, RC-560, RC-570 (letzte Still-Video-Kamera der RC-Serie)